# Кастропиняно
Кастропиня̀но (на италиански: Castropignano) е село и община в Централна Италия, провинция Кампобасо, регион Молизе. Разположено е на 162 m надморска височина. Населението на общината е 15 777 души (към 2010 г.).